# 本草藥王
《本草藥王》（英語：The Herbalist's Manual），香港無綫電視古裝醫學電視劇，由林文龍、葉璇、馬國明及李詩韻領銜主演，監製黃偉聲。
此劇是葉璇在轉投亞洲電視在無綫電視的告別作，亦是李詩韻首次擔任女主角，及獲提名飛躍進步女藝員5強。
此劇的是講述一代名醫李時珍（由林文龍飾演）濟世行醫，獨自完成《本草綱目》的故事。

## 故事大綱
自幼沈迷研究草藥的李時珍（林文龍飾）與冬青（葉璇飾）互相傾慕，其後，時珍拜怪醫小地藏（廖啟智飾）為師，原來他正是冬青之養父。
時珍發現古代的醫書謬誤甚多，而假藥亦充斥市場，因而立志撰寫《本草綱目》。後獲楚王推薦入太醫院當太醫，但因開罪了權臣嚴嵩而受到阻撓，時珍從此展開了逃亡的生涯。
時珍一邊隱世行醫，一邊研究草藥，決意窮一生精力完成《本草綱目》，期間太醫院高材生龐憲（馬國明飾）一直追隨在側。

## 演員表

### 李家
| 演員   | 角色   | 關係／暱稱 |
| 劉 江  | 李言聞 | 李月池 張嬌之夫 李果珍、李時珍之父                                                                              |
| 羅冠蘭 | 張 嬌  | 李言聞之妻 李果珍、李時珍之母                                                                                   |
| 艾 威  | 李果珍 | 李言聞、張嬌之長子 李時珍之兄 喜歡劉一姐                                                                        |
| 林文龍 | 李時珍 | 李言聞、張嬌之次子 李果珍之弟 吳慕榕之夫，後分開，最終復合 與冬青互相愛慕，不能開花結果 龐憲之師父 小地藏之徒弟 |

### 冬家
| 演員   | 角色   | 關係／暱稱 |
| 廖啟智 | 小地藏 | 怪醫 冬青之養父 李時珍之師父 龐憲之師公 |
| 葉 璇  | 冬 青  | 小地藏之養女 「珍膳美」老闆娘 與李時珍互相愛慕，不能開花結果 龐憲之師伯 嚴世藩之愛慕對象 於第20集患有暴盲症 於第23集康復 於第24集復發 於第25集康復 |

### 龐家
| 演員   | 角色   | 關係／暱稱                                       |
| 駱應鈞 | 龐百川 | 龐憲之父                                         |
| 馬國明 | 龐 憲  | 龐百川之子 李時珍之徒弟 曾暗戀吳慕榕，後喜歡冬青 |

### 荊家
| 演員   | 角色     | 關係／暱稱                                                   |
| 秦 煌  | 荊 王    | 吳慕榕之舅父                                                 |
| 蘇恩磁 | 荊王夫人 | 荊王之妻 吳慕榕之舅母                                        |
| 李詩韻 | 吳慕榕   | 荊王、荊王夫人之外甥女 李時珍之妻，後分開，最終復合 擅長繪畫 |
| 李彩寧 | 見 喜    | 吳慕榕之婢女                                                 |

### 皇宮
| 演員   | 角色   | 關係／暱稱                              |
| 曾偉權 | 朱厚熜 | 皇帝，追求長生不老之法                  |
| 朱凱婷 | 皇     | 皇                                      |
| 羅泳嫻 | 王寧嬪 |                                         |
| 羅樂林 | 嚴 嵩  | 明朝首輔，以仙丹毒害皇帝 嚴世藩之父     |
| 李家聲 | 嚴世蕃 | 嚴嵩之子 於第25集被冬青利用以救出李時珍 |
| 魯振順 | 邵元節 | 方士，替皇帝煉製丹藥                    |
| 陳 堃  | 小 董  | 龐憲之隨從                              |
| 李國麟 | 許 紳  | 太医院院使                              |
| 郭德信 |        | 太医院左院判                            |
| 李岡龍 |        | 太医院右院判                            |
| 甘子正 |        | 太医                                    |
| 蕭徽勇 |        | 太医                                    |
| 楊證樺 |        | 太医院學士                              |
| 江 暉  |        | 太医院學士                              |
| 戴志偉 | 楚 王  | 大王子之父 第25集因服用過量丹藥去世     |
| 林淑敏 |        | 楚王之妾                                |
| 陳國邦 | 大王子 | 楚王之子                                |
| 蒲茗藍 | 二王子 | 楚王之子                                |
| 何綺雲 |        | 二王子之妻                              |
| 王樹熹 | 恆 恆  | 楚王之孫                                |
| 楊卓娜 | 雲 裳  | 舞姬，大王子之情人                      |
| 周家怡 | 秀 智  | 宮女                                    |

### 其他演員
| 演員   | 角色   | 關係／暱稱                                       |
| 陳秀珠 | 劉一姐 | 冬青之好姊妹 喜歡李果珍 蝦仔之母                 |
| 陳山聰 | 豐 收  |                                                  |
| 鄭家生 | 官 差  |                                                  |
| 梁健平 | 林知縣 |                                                  |
| 高俊文 | 陳秀官 |                                                  |
| 曾慧雲 |        | 陳秀官之妻                                       |
| 李海生 | 大 夫  |                                                  |
| 林遠迎 | 阿 炳  |                                                  |
| 子明   | 駱主簿 | 林知縣下屬                                       |
| 楊英偉 | 劉雪湖 | 擅長畫工筆畫 不收已婚婦人為徒 收吳慕榕和龐憲為徒 |
| 古明華 | 趙 虎  |                                                  |
| 李啟傑 | 高 山  |                                                  |
| 葉振聲 | 金 水  |                                                  |
| 楊家洛 |        | 波斯商人                                         |
| 簡慕華 |        | 波斯占卜師                                       |
| 羅君左 |        | 酒寮老闆                                         |
| 何啟南 |        | 出售房產                                         |
| 曾健明 | 管 家  |                                                  |

## 收視

### 香港收视
以下為本劇於香港無綫電視翡翠台之收視紀錄：
| 週次 | 集數  | 平均收視 | 最高收視 |
| 1    | 01-05 | 30點     |          |
| 2    | 06-10 | 29點     |          |
| 3    | 11-15 | 29點     |          |
| 4    | 16-20 | 28點     |          |
| 5    | 21-25 | 30點     | 35點     |

### 广州收视
| 集数 | CSM省网 | CSM市网 | 合计  | 集数  | AGB省网 | AGB市网 | 合计 |
| ---- | ------- | ------- | ----- | ----- | ------- | ------- | ---- |
| 1-3  |         | 13.68   |       | 1-5   | 10      | 10.4    | 20.4 |
| 4-25 |         |         | 20.76 | 6-10  | 9.3     | 9.5     | 18.8 |
|      |         |         |       | 11-15 | 9       | 9.4     | 18.4 |
|      |         |         |       | 16-20 | 8.6     | 9.5     | 18.1 |
|      |         |         |       | 21-25 | 8.5     | 9.3     | 17.8 |

## 相關史實
- 1. 「瀕湖」是李時珍的自號，不是湖的名字，那個湖叫「雨湖」。
- 2. 劇中李時珍的家人確有其人，其母及其妻姓氏為史實，名字為虛構。
- 3. 李時珍在太醫院裡的職位存有爭論，有傳聞是院判，也有傳聞是吏目。
- 4. 龐憲亦有其人，他是李時珍的同鄉，並非劇中的大官之後。
- 5. 劇中指李時珍被嚴嵩迫害，而史書上並無李時珍被迫害的記載。
- 6. 劇中壬寅宮變，也是歷史上真實重要宮變之一。

## 電視節目的變遷
| 上一套： 胭脂水粉 -11月25日 | 翡翠台第一線劇集（2005） 本草藥王 11月28日-12月30日 | 翡翠台第一線劇集（2005） 本草藥王 11月28日-12月30日 | 下一套： 鐵齒銅牙紀曉嵐III 1月2日- |
| 阿旺新傳 -12月6日           | 阿旺新傳 -12月6日                                   | 識法代言人 12月7日-                                 | 識法代言人 12月7日-                |
| 隨時候命 -12月30日          | 隨時候命 -12月30日                                  | 隨時候命 -12月30日                                  | 謎情家族 1月2日-                   |

1. ↑  Irene. . 星島日報. 2005-12-06: D06 （中文（香港））.
2. ↑  游艾維. . 星島日報. 2005-12-13: D03 （中文（香港））.
3. ↑  . 頭條日報. 2005-12-20: 24 （中文（香港））.
4. ↑  Irene. . 星島日報. 2005-12-29: D04 （中文（香港））.
5. ↑  . 香港大公報. 2006-01-04: C01 （中文（香港））.